# Andrij Połunin
Andrij Wiktorowycz Połunin, ukr. Андрій Вікторович Полунін, ros. Андрей Викторович Полунин, Andriej Wiktorowicz Połunin (ur. 5 marca 1971 w Dniepropietrowsku, Ukraińska SRR) – ukraiński piłkarz, grający na pozycji pomocnika, reprezentant Ukrainy, trener piłkarski.

## Kariera piłkarska

### Kariera klubowa
Wychowanek Szkoły Piłkarskiej Dnipro-75 Dniepropetrowsk, a potem Internatu Sportowego w Dniepropetrowsku. Pierwszy trener Witrohonow. W 1989 rozpoczął karierę piłkarską w drużynie rezerwowej Dnipra Dniepropetrowsk. Również grał w farm-klubie Szachtar Pawłohrad. W 1991 debiutował w podstawowym składzie Dnipra. W latach 1997–1998 występował w zespołach CSKA Kijów, Krywbas Krzywy Róg i Karpaty Lwów. Latem 1998 wyjechał do Niemiec, gdzie bronił barw klubów 1. FC Nürnberg, FC St. Pauli i Rot-Weiss Essen. W 2002 powrócił do Ukrainy, gdzie został piłkarzem Dnipra. W następnym sezonie przeniósł się do Krywbasa, w którym zakończył karierę piłkarską.

### Kariera reprezentacyjna
28 października 1992 debiutował w drużynie narodowej Ukrainy w zremisowanym 1:1 meczu towarzyskim z Białorusią. Łącznie rozegrał 9 gier reprezentacyjnych i strzelił 1 gola do bramki Włoch.

## Kariera trenerska
Po zakończeniu kariery piłkarskiej przez pewien czas odpoczywał od piłki nożnej. Dopiero od 2007 pełnił funkcje dyrektora sportowego klubu Naftowyk-Ukrnafta Ochtyrka. We wrześniu 2012 został zaproszony na stanowisko dyrektora wykonawczego Arsenału Kijów, w którym pracował do grudnia 2012. Po tym powrócił do poprzedniego stanowiska w ochtyrskim klubie.

## Sukcesy i odznaczenia

### Sukcesy klubowe
- zdobywca Pucharu Federacji Piłki Nożnej ZSRR: 1989
- finalista Pucharu Federacji Piłki Nożnej ZSRR: 1990
- mistrz Mistrzostw ZSRR spośród drużyn rezerwowych: 1991
- wicemistrz Ukrainy: 1993
- brązowy medalista Mistrzostw Ukrainy: 1992, 1995, 1996, 1998
- finalista Pucharu Ukrainy: 1995, 1997

### Sukcesy indywidualne
- 2. miejsce w plebiscycie na najlepszego piłkarza roku na Ukrainie: 1992
- najlepszy piłkarz roku Mistrzostwa Ukrainy: 1996